# عروج رئیس

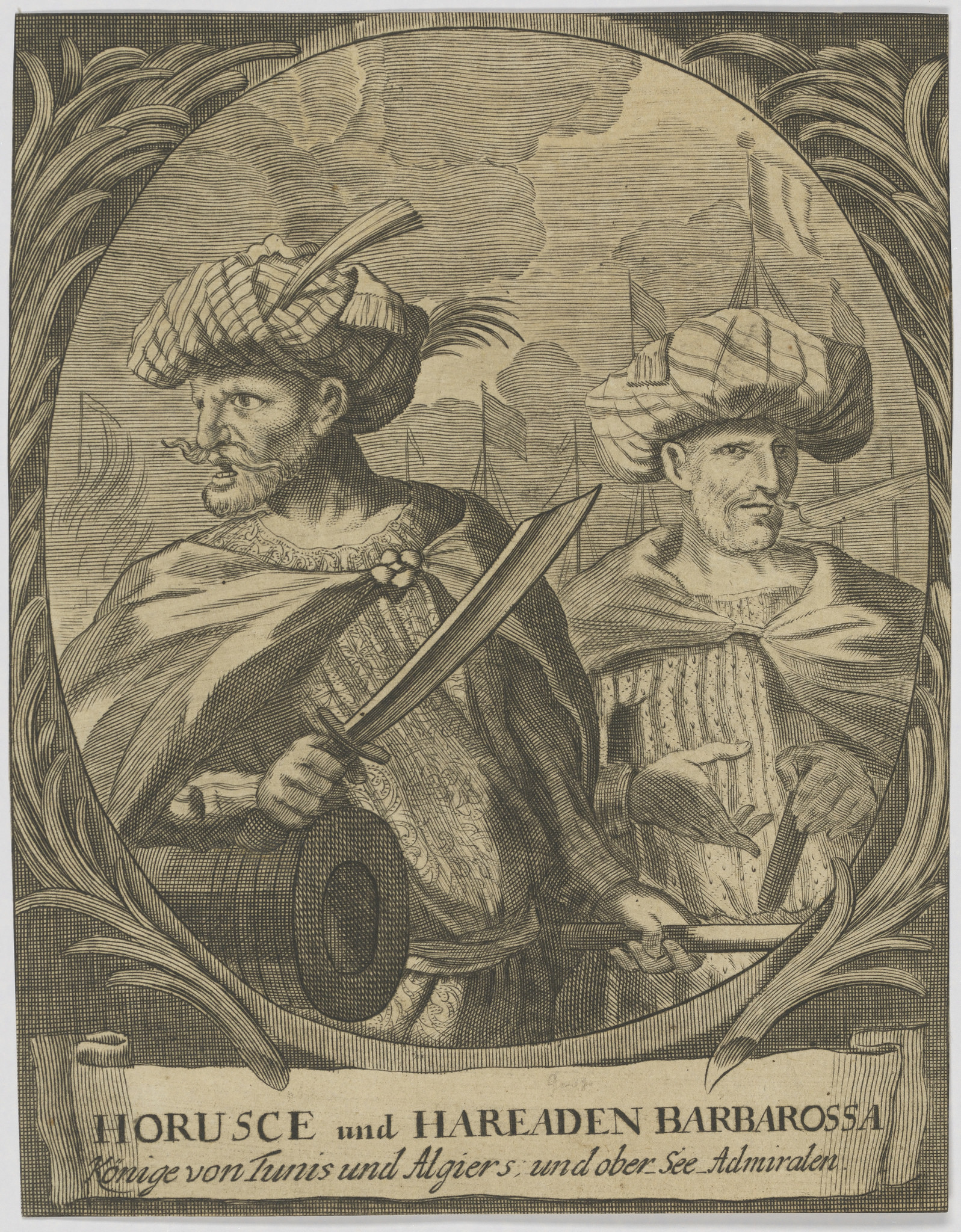
تصویری از دو برادر، خیرالدین پاشا و عروج رییس

عروج رئیس (به ترکی: Oruç Reis) با نام کامل عروج بن ابی یوسف یعقوب التُرکی، دریانورد عثمانی بود که بیگ (فرماندار) الجزایر، بیگلربیگی مدیترانه غربی و دریادار امپراتوری عثمانی شد. وی برادر بزرگتر دریاسالار مشهور عثمانی بارباروس خیرالدین پاشا بود. عروج رئیس در جزیره عثمانی (لسبوس در یونان امروزی) به دنیا آمد و در نبرد با اسپانیایی ها در تلسمان الجزایر درگذشت. وی هنگامی که تعداد زیادی از پناهجویان موریسکو، مسلمان و یهودی را از اسپانیا به شمال آفریقا منتقل کرد، به بابا عروج (پدر عروج) معروف شد. در اروپا به وی نام بارباروسا دادند (که در ایتالیایی به معنی ریش قرمز است).

## جستارهای وابسته

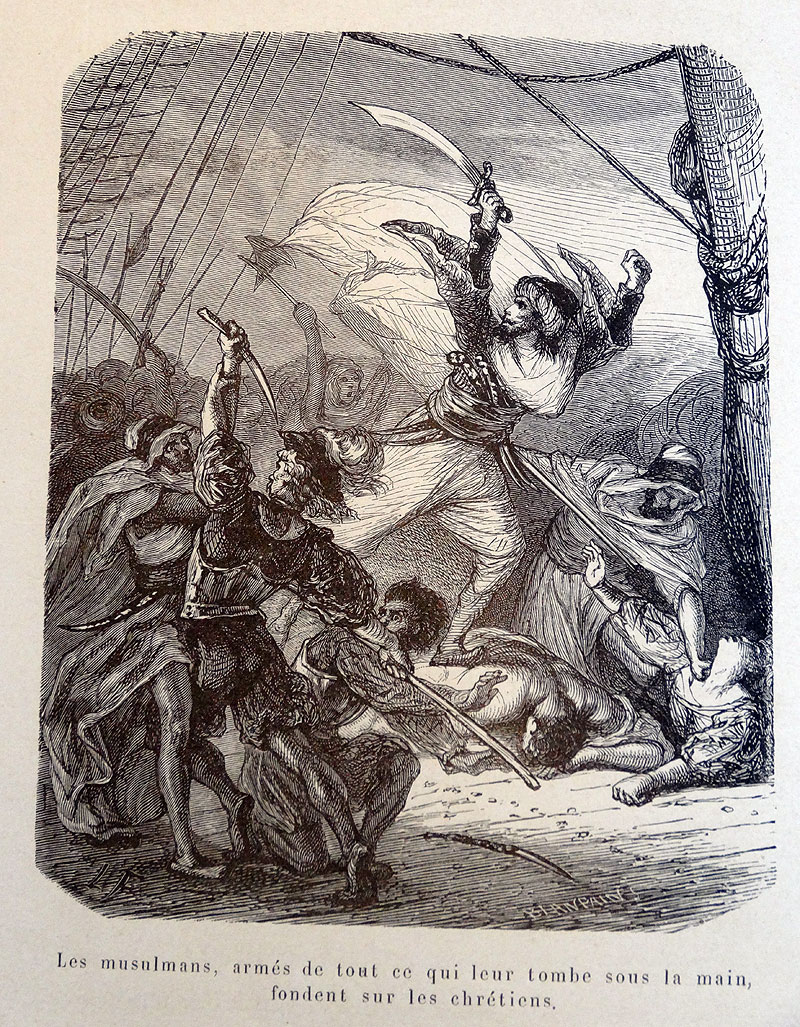

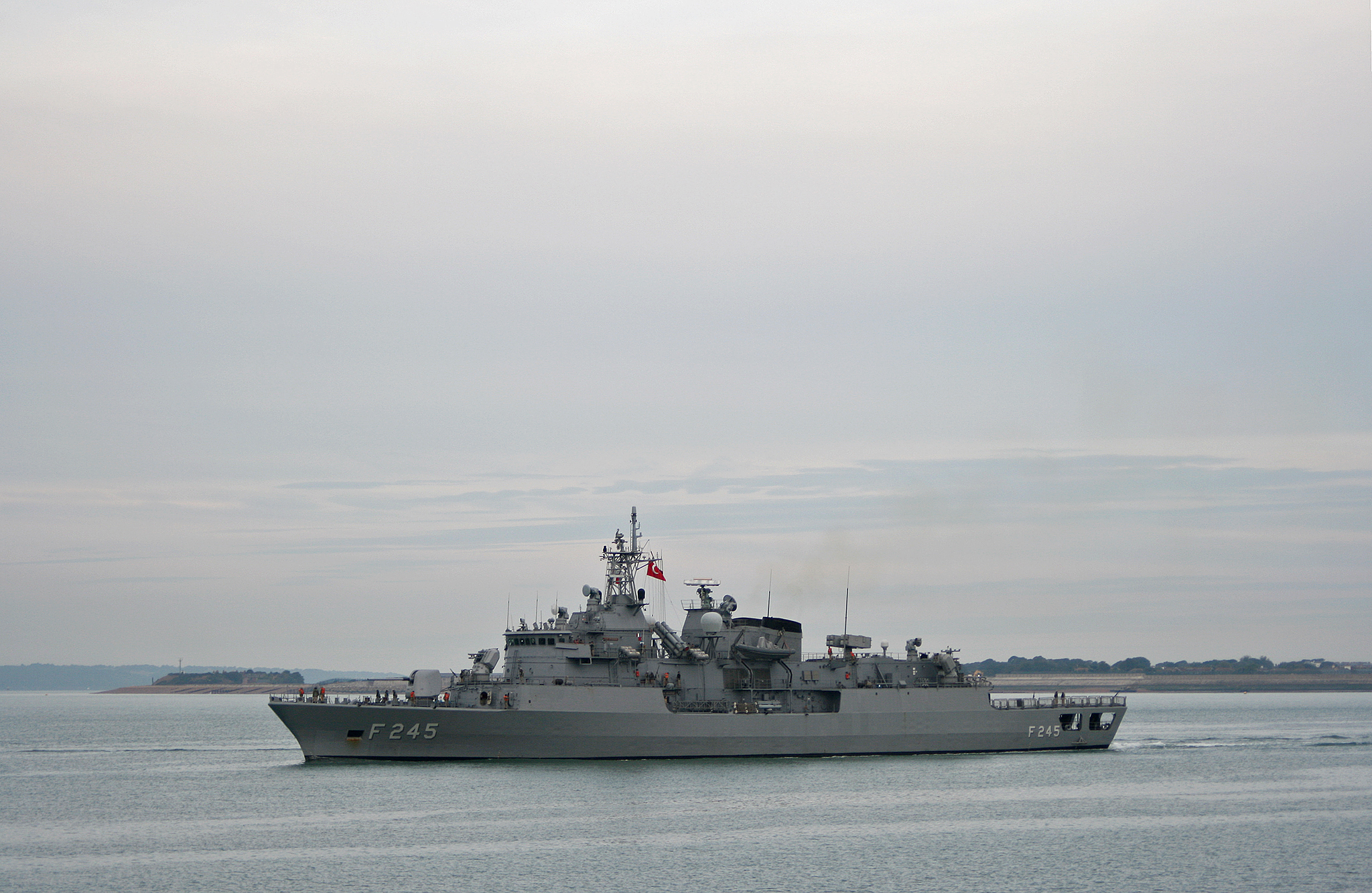
ناو جنگی نیروی دریایی ارتش ترکیه که عروج رییس نام دارد